# Folegandros
Folegandros (em grego:  Φολέγανδρος- Pholegandru) é uma ilha da Grécia no mar Egeu, a mais pequena das Cíclades entre Milos e Sícinos. Tem uma altitude máxima de 455 metros, uma área de 32 km² e cerca de 800 habitantes. Fica a 104 milhas náuticas do porto de Pireu.

## Geografia
Geralmente é uma ilha montanhosa, com costas rochosas. A "capital" da ilha, Chora, é construída à beira de um penhasco de 200 metros de altura. O porto de Folegandros é a pequena aldeia de Karavostasis. A aldeia de Ano Meria contém um pequeno mas interessante Museu Ecológico e Folclórico. Entre as praias notáveis em Folegandros é Katergo, acessível apenas a pé ou de barco de Karavostasis.

## Galeria

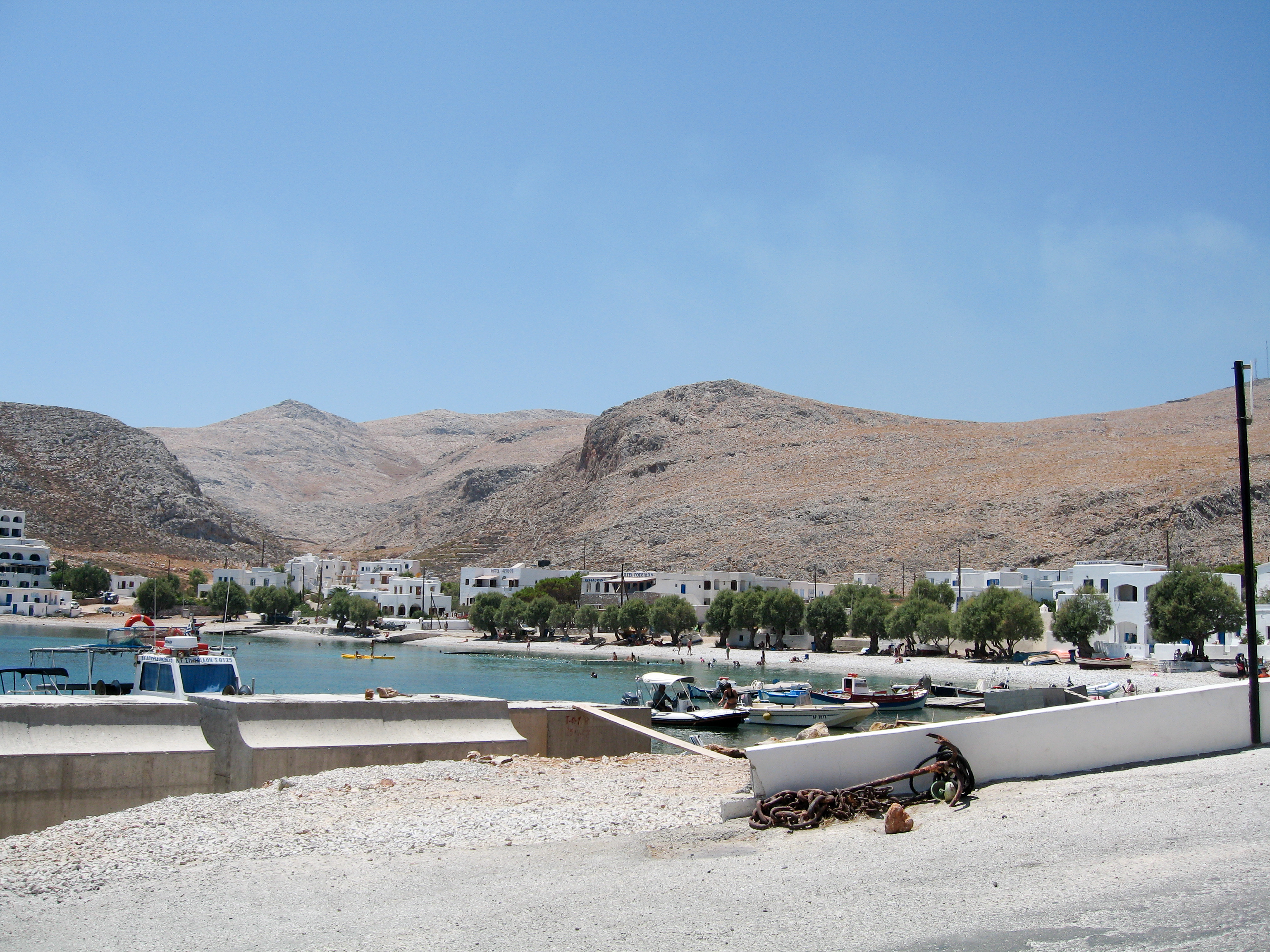
Ilha Folegandros
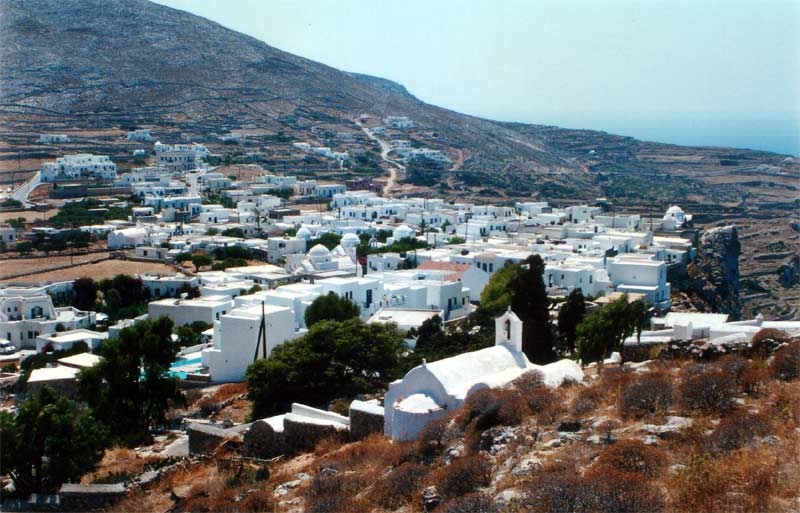
Chora de Folegandros
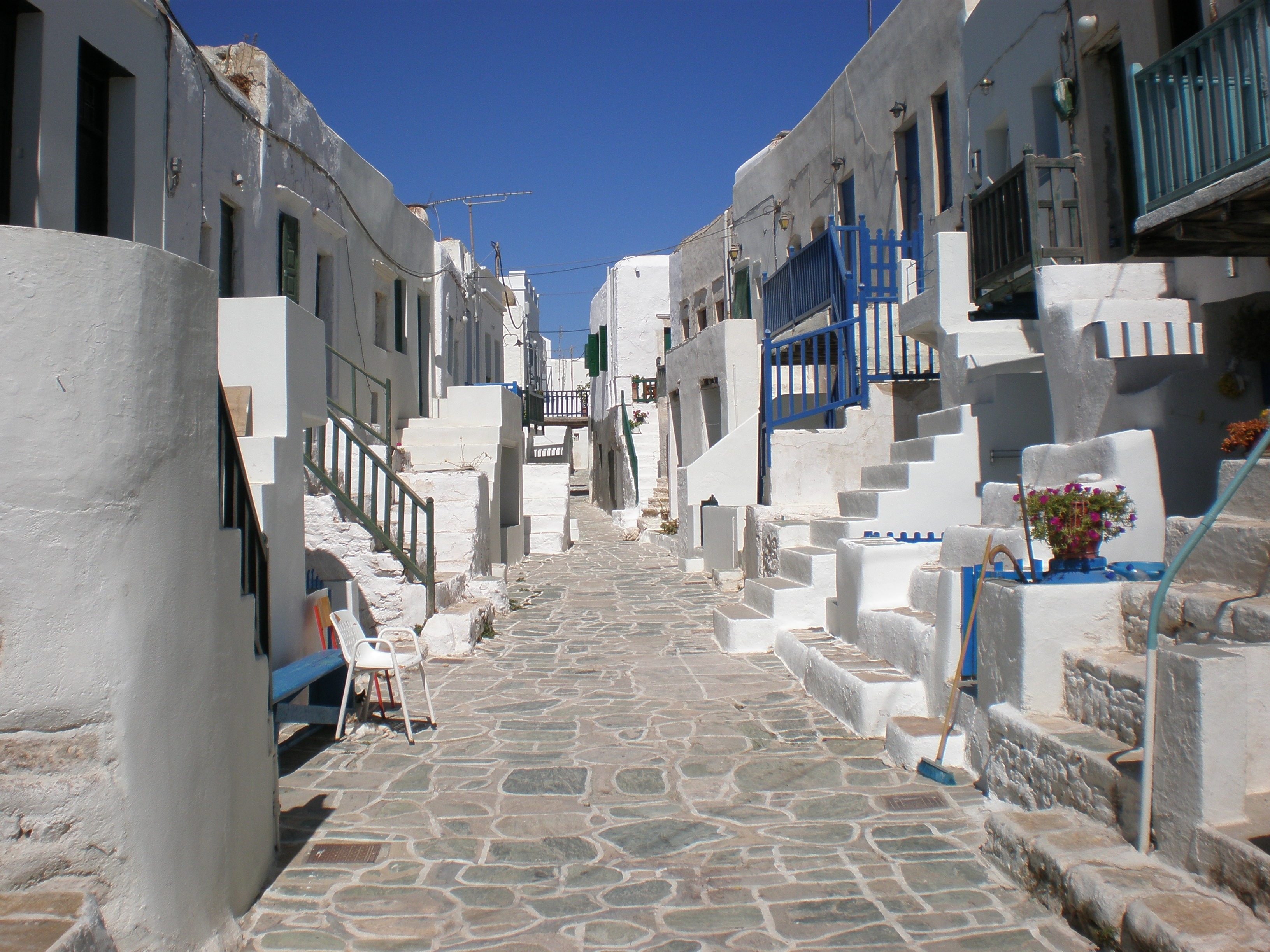
Castelo de Folegandros
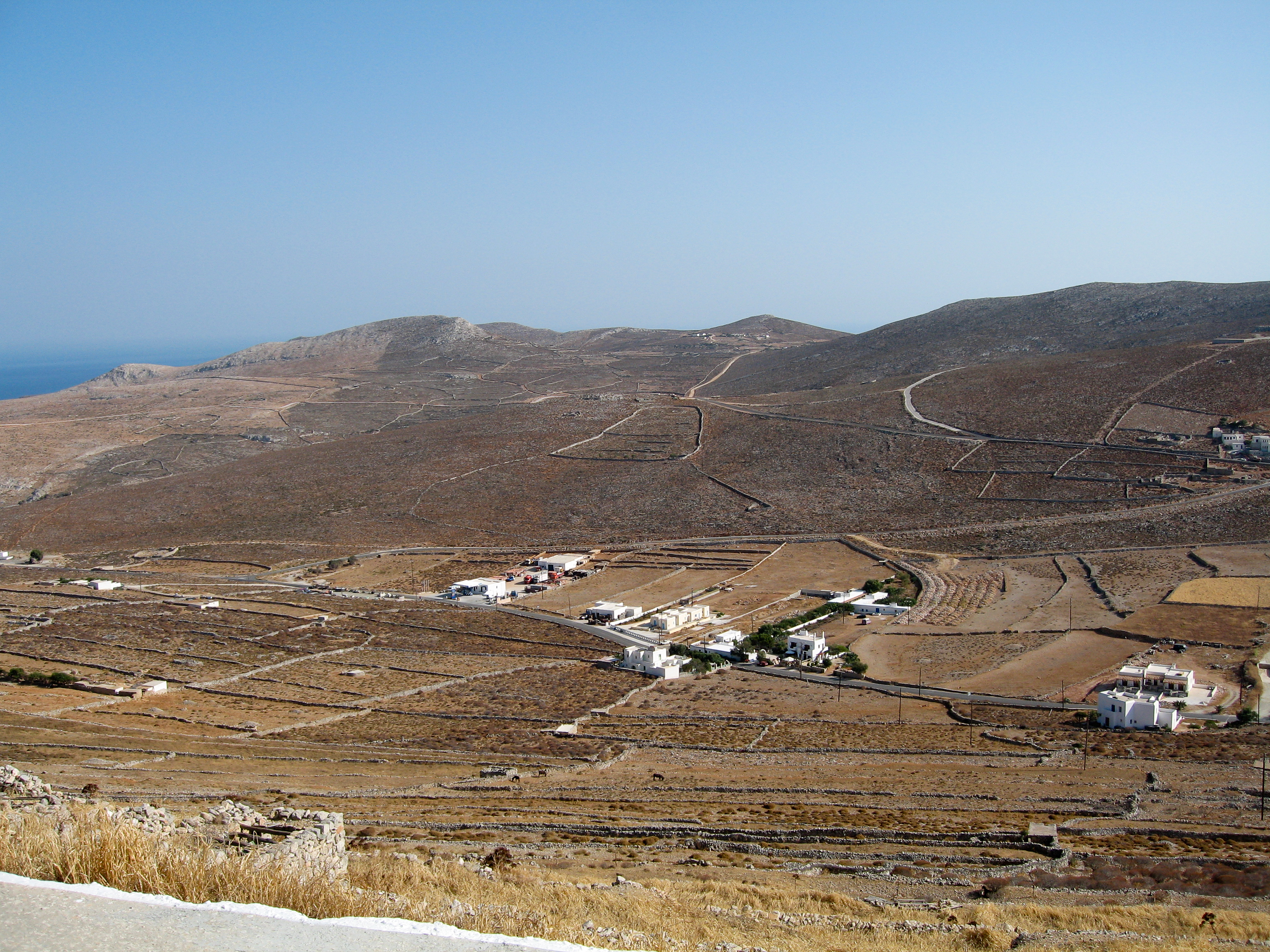
O lado norte da ilha